# 陰標
陰標（1513年—？），字時準，直隸保定府容城縣人，民籍，明朝政治人物。

## 生平
順天府鄉試第一百十三名舉人。嘉靖二十年（1541年）中式辛丑科會試第六十五名，登第二甲第三十八名。曾官禮部精膳司郎中，升河南參議。

## 家族
曾祖陰祜，巡檢；祖父陰廷璽，壽官；父陰從光，母何氏。重庆下。弟樽、梯、枓、椽。

## 交遊
同鄉楊繼盛，曾師從陰標之父陰從光。陰標與繼盛年齡相仿，同窗力學。